# 라이우시
라이우(내무, 중국어 간체자: 莱芜, 정체자: 莱蕪, 병음: Láiwú)는 중화인민공화국 산둥성에 위치한 지급시이다.

## 지리
라이우시는 산둥성 중부, 태산의 동쪽 기슭에 위치하고 있다. 동쪽은 쯔보, 서남쪽은 타이안, 북쪽은 성도 지난과 접하고 있다. 면적 2,268km2, 지형은 동고서저를 이루며, 북쪽, 동쪽, 남쪽 삼면은 분지의 중부를 향해 경사져 있다. 시역 산맥의 북부는 태산 산맥에서, 남부는 왕래산 지맥이 동서로 달리고 있다. 시역의 하천은 원허(汶河)와 쯔허(淄河) 두 수계가 있고, 크고 작은 400개 가까운 하천이 있다.
기후는 온난 습윤기후로 중간 대륙성 계절풍 습윤기후이다. 연평균 기온은 12.5°C, 연평균 강우량 761 mm, 서리가 내리지 않는 기간은 196일이다. 라이우 시의 자연은 자원이 풍부하고, 철, 동, 금, 연, 석탄, 알루미늄 등의 광물을 산출한다. 강청 구(鋼城区)에는 라이우 강철집단 유한공사라는 대단지 철강 기업이 있다. 농업은 파, 생강, 마늘 등이 풍부하게 산출되기 때문에, 삼랄향(三辣郷)이라는 별칭을 가지고 있다.

## 역사
1992년 11월 라이우 시가 지급시로 설립되었다.

## 행정 구역
2개의 시할구를 관할한다.
- 시할구
  - 라이청 구(莱城区)
  - 강청 구(鋼城区)

## 교통
- 철도
  - 신타이선 (쯔보 시 - 타이안 시)